# Arroio Grande (arroio)
O arroio Grande é um curso de água do no extremo sudeste do estado de Santa Catarina, no Brasil.